# Пауль Блобель
Пауль Блобель (нім. Paul Blobel; нар.13 серпня 1894 у Потсдамі — † 7 червня 1951 в Ландсберг-ам-Лех) — німецький офіцер СС, який будучи командиром зондеркоманди айнзатцгруп відіграв основну роль у страті радянських євреїв. Зокрема, Блобель відповідальний за організацію масових страт в Бабиному Яру, коли підпорядковані йому підрозділи знищили близько 33 тисячі євреїв за два дні. Як командир зондеркоманди 1005 він відіграв основну роль в спробах приховати цей, та подібні до нього, злочини. Після війни був засуджений під час Процесу про айнзацгрупи до смертної кари і повішений в 1951 році.

## Біографія

### Дитинство та освіта (1894—1933)
Пауль Блобель виріс в Ремшайді, де він навчався в школі, і до 1912 року завершив навчання на каменаря і теслю. З 1912 по 1913 роки він вивчав архітектуру в будівельній школі і працював теслею до початку Першої світової війни в 1914 році. Під час Першої світової війни служив на фронті у інженерних військах. Після завершення війни був демобілізований у званні сержанта. До 1919 року Блобель залишався безробітним і жив у Ремшайді. Він продовжив навчання на архітектора у державній школі будівельників і закінчив її в серпні 1920 року з «добрими» відмітками. Починаючи з 1921 року працює на різних підприємствах; 1924 року він відкриває власну архітектурну справу в Золінгені. Внаслідок глобальної економічної кризи в 1929 році не отримує жодного контракту і з 1930 по 1933 рік залишається в Золінгені без роботи. 1 грудня 1931 року вступає в НСДАП (членський номер 844662), а в січні 1932 року також і до СС (номер в SS 29100).

### Кар'єра в часи нацизму (1933—1941)
З 1933 до початку 1935 року Пауль Блобель працює клерком у муніципалітеті Золінгена. В червні 1935 року переходить до служби безпеки СС де швидко робить кар'єру і доходить до керівника СД в Дюссельдорфі. У 1938 році він був координатором розбору та збирання матеріалів із зруйнованих синагог в Золінгені, Вупперталі та Ремшайді.

### У Головному імперському управлінні безпеки та в айнзатцгрупах СС (1941—1945)
З початком війни проти Радянського Союзу Блобель у ранзі штандартенфюрера СС був призначений в червні 1941 року командиром зондеркоманди 4а (SK 4a) айнзакгрупи Ц (нім. Einsatzgruppe C), яка діяла в оперативному регіоні групи армій «Південь» за лінією фронту. До січня 1942 року відповідно до наказу до айнзатцгруп SK 4а стратила близько 60 000 чоловік, в тому числі близько 30 000 євреїв було страчено 29 і 30 вересня 1941 року в Бабиному Яру, в окупованому Києві. Блобель очолював SK 4а до січня 1942 року. У звітах айнзацгруп цього періоду зазначено, що зондеркоманда 4а та її підрозділи брали участь, зокрема, у наступних масових стратах:
- з 22 червня по 29 липня 1941 року в Житомирі: «2531 людина»[5]
- з 27 червня по 29 червня 1941 в Сокалі та Луцьку: «300 євреїв і 317 комуністів»[6]
- в липні або серпні 1941 року в Фастові: «всі євреї у віці від 12 до 60 років»[7]
- у вересні або жовтні 1941 року на марші між Вірна і Дедеров: «32 циганина»,[8]
- 29 і 30 вересня 1941 року в Києві, разом із співробітниками айнзатцгрупи С і поліцейських підрозділів, «33 771 євреїв»[9]
- 8 жовтня 1941 року в Яготині: «125 євреїв»,[10]
- з 22 червня по 12 жовтня 1941 в оперативній зоні зондеркоманди, «понад 51 000 чоловік», (зведений звіт, який містить загальну суму раніше страчених осіб)[11]
- та 23 листопада 1941 в Полтаві: «1538 євреїв»[12]

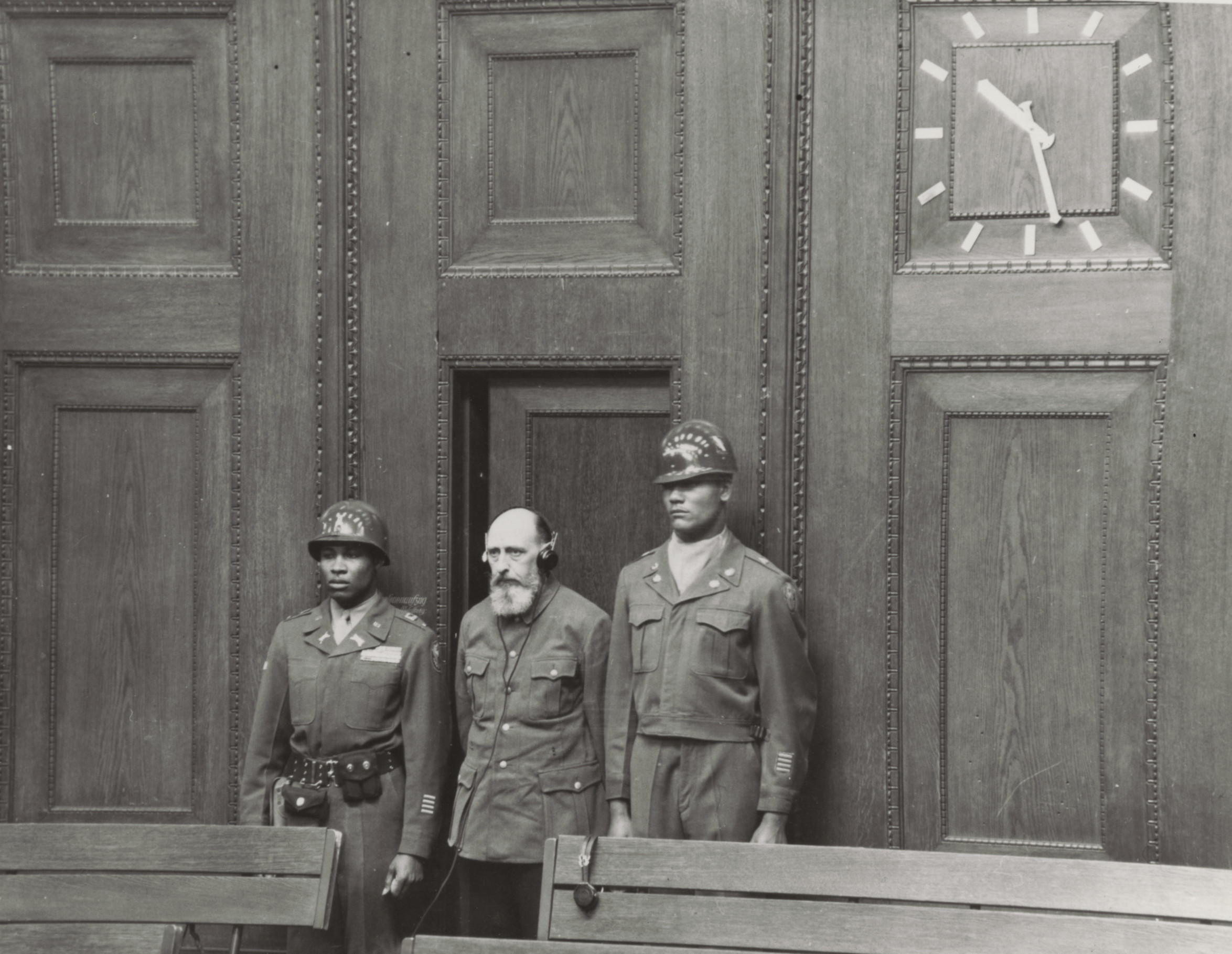
Пауль Блобель заслуховує вирок на Нюрнберзькому процесі про айнзацгрупи, 1948

Після звільнення Блобеля з поста командира SK 4а, керівник гестапо, Генріх Мюллер, доручив йому зайнятись прихованням слідів скоєних айнзацгрупами злочинів, тобто, знищити сліди масових поховань. Цей наказ був відданий лише усно. Згадувати цей наказ у листуванні було заборонено. Операція отримала назву «ексгумаціної» (нім. Enterdungsaktion) або «операцію» «Зондеркоманди 1005». Робітники-євреї мали розкопувати поховання та спалювати викопані тіла на вогнищах. Через стрімкий наступ Червоної Армії завдання вдалось виконати лише частково.

### Після війни: засудження і страта (1945—1951)
В справі про айнзацгрупи проти Отто Олендорфа та ін. (справа № 9 на Нюрнберзькому процесі) був звинувачений у скоєнні (1) злочинів проти людяності (2) військових злочинах і (3) членстві у злочинній організації. Зокрема, він був звинувачений у вбивстві підрозділами під його командуванням 60 тисяч чоловік в період між червнем 1941 та січнем 1942 року. На свій захист, Блобель стверджував, що зондеркоманда 4а під його командуванням стратила не 60 000, а не більше 10 000-15 000 чоловік. Крім того, він заявив, що «страта агентів ворога, партизан-диверсантів, підозрілих у шпигунстві та саботажі, а також тих, хто шкодив німецькій армії» не заборонена Гаазькою конвенцією. Суд не взяв до уваги його міркування та визнав винним по всіх трьох пунктах. 10 квітня 1948 року був оголошений вирок і покарання у вигляді страти через повішення. Крім Блобеля на цьому процесі до смерті було засуджено іще 13 високопоставлених керівників айнзацгруп.
7 червня 1951 року Блобель був повішений у в'язниці Ландсберг-ам-Лех. Місце поховання Блобеля залишається невідомим. Того ж дня в Ландсберг-на-Леху було страчено іще трьох засуджених у справі про айнзацгрупи (Отто Олендорфа, Еріха Наумана і Вернера Брауні), а також засудженого на процесі Поля Освальда Поля і двох засуджених в процесі Дахау (Георг Шаллермаєр і Ганс-Теодор Шмідт). Ці сім страт стали останнім випадком застосування смертної кари на території Федеративної Республіки Німеччини. Інші співучасники були засуджені в 1968 році на процесі Калсена до тривалих термінів ув'язнення.

## Нагороди[15]
- Залізний хрест 2-го і 1-го класу
- Почесний хрест ветерана війни з мечами
- Застібка до Залізного хреста 2-го і 1-го класу
- Хрест Воєнних заслуг 2-го і 1-го класу з мечами
- Кільце «Мертва голова»
- Почесна шпага рейхсфюрера СС

## Культура
Історичний роман Die Wohlgesinnten Джонатана Літтель 2006 року поєднує в собі вигадану біографію та різні реальні події та особи і Голокост — у тому числі події у Бабиному Яру — з персонажем Поля Блобеля. Також в історичному мінісеріалі «Голокост» 1978 року персонаж Блобеля зіграв ірландський актор Томас Патрік МакКенна.